# Giancarlo Bergamini
Giancarlo Bergamini, född 2 augusti 1926 i Milano, död 4 februari 2020 i Lanzo d'Intelvi i provinsen Como i Lombardiet, var en italiensk fäktare.
Bergamini blev olympisk guldmedaljör i florett vid sommarspelen 1956 i Melbourne.